# Balloon Bomber
Balloon Bomber (バルーンボンバー?, Barūn Bonbā) è un videogioco arcade di genere shoot 'em up a schermata fissa, sviluppato e pubblicato dalla Taito nel 1980. È ideato da Tomohiro Nishikado, autore di Space Invaders; egli stesso dal suo celebre videogioco di casa Taito prese ispirazione per il gameplay.
Nonostante sia un titolo molto semplice e rimasto poco noto, venne incluso in Taito Memories Gekan (uscito su PlayStation 2 in Giappone nel 2005), nella versione PS2 di Taito Legends 2 (in Occidente nel 2006), ed in Taito Memories Pocket più Taito Legends Power-Up per PlayStation Portable (usciti sempre nel 2006); su queste ultime è presente anche un remake che porta lo stesso nome.

## Modalità di gioco
In Balloon Bomber il giocatore controlla un cannone mobile in orizzontale alla base dello schermo, che spara verticalmente allo scopo di colpire dei palloni bomba che sganciano bombe singole. Esse se non vengono eliminate cadono sul terreno, esplodendo e generando crateri invalicabili che limitano la mobilità del cannone. Una bomba cade anche scoppiandone solo il pallone, ma non sarà sganciata quando viene centrato il carico con precisione.
Passati al livello successivo tutti i crateri sono rimossi e un aeroplano rilascia altri palloni bomba. La partita diventa più difficile con l'avanzare dei livelli, considerando il fatto che lo stesso aeroplano man mano scende di quota a ogni rilascio dei palloni, e dall'alto dello schermo comincia a lanciare all'unisono tre bombe (si può notare di come è indistruttibile ai colpi del cannone). Il game over avviene quando si esauriscono le vite a propria disposizione.
Può essere giocato fino a un massimo di due giocatori, che si sfidano a turno cercando di accumulare punteggi più alti possibile.

## Cloni
Esiste un clone uscito negli anni 80 sull'home computer Commodore 64 che si intitola esattamente come il gioco originale.